# Quake II
A Quake II egy egyszemélyes, de többjátékos módban is játszható első személyű akciójáték (FPS), mely 1997-ben jelent meg, az id Software fejlesztésében és az Activision kiadásában. A játék nem a Quake közvetlen folytatása, csak a nevet hozta át az elődből. Folytatása, a Quake III Arena szintén nem a történet közvetlen folytatása volt, annak a Quake 4 tekinthető, mely 2005-ben jelent meg. A cselekmény közvetlen előzményeként az Enemy Territory: Quake Wars fogható fel.

## Cselekmény
A játék sci-fi környezetben játszódik. Főhőse egy Bitterman névre hallgató katona, aki az "Alien Overlord" fedőnevű küldetés egyik tagja. A küldetés egy kétségbeesett próbálkozás a Föld megmentésére a támadó strogg-októl, méghozzá azok anyabolygóján. A történet szerint a csapat legtöbb tagját megölik vagy foglyul ejtik, így a játékosra hárul a feladat, hogy eljusson a strogg-ok központi városába, és ott elpusztítsa vezérüket, akit Makron néven ismernek.

## Játékmenet
Alapjában véve nem sokat változott a Quake első részéhez képest. Jelentős változás viszont, hogy a karakter haladása le lett lassítva, és immár képesek vagyunk guggolni is. A fegyverek közül a sörétes puska, a gránátvető és a rakétavető maradt csak meg, helyettük újakat vezettek be.

## Egyszemélyes játékmód
Ezen a téren hatalmas változtatások történtek. A cselekményt teljes egészében integrálták a játékmenetbe. Az előrehaladást különféle küldetések teljesítésétől tették függővé, melyek között kisebb animációs jelenetek találhatóak. Emellett a Quake első részéhez képest a fegyverek megtervezettsége is nagyobb felkészültségre utal: jobban illeszkednek a játékmenetbe. Az egyik legfontosabb újítás a barátságos karakterek megjelenése. Ők többnyire a társaink közül kerülnek ki, ám gyakorlatilag nem lehet közvetlen kapcsolatba lépni velük, mert megőrültek a kínzásoktól. Immáron visszafelé is lehet haladni egyes pályák között, amire szükség is lesz egyes küldetések teljesítése kapcsán. Az ellenfelek is változatosabbak lettek, ráadásul sebesüléseik is láthatóakká váltak.

## Többjátékos mód
A Quake első részéhez képest nem sok változás történt: maradt az "öldöklés" (deathmatch) és a "zászlórablás" (capture the flag), mint játékmód. Jelentős újítás viszont, hogy a játékos immáron a karakterét is lecserélhette, nem csak a színét változtathatta meg. A rajongók számára nyitott volt a lehetőség, hogy saját módosításokat szerkesszenek a játékhoz.

## Fegyverek
A Quake 2 tizenegy fegyvert tartalmaz. Változatosak, de sok játékos  hiányolta a villámvetőt (Lightning Gun). A Quake 1-hez képest jelentős a változás. Többek között a szögvető helyett gépfegyver használható, valamint az alapfegyver is megváltozott: balta helyett egy gyenge tűzerejű lézerpisztollyal lőhetünk. A sörétespuskák hatékonysága az első részben meglehetősen korlátozott volt, holott a valóságban (és a második részben is) elég tekintélyes pusztításra képesek.
Lézerpisztoly (Blaster): Lassú tüzelésű fegyver, lőszerre nincs szüksége. A játék elején ezzel a fegyverrel kezdünk, a sebzése nagyon kicsi.
Sörétes puska (Shotgun): Lassú tüzelésű, kis távolságból közepes sebzésű fegyver. Távoli lövések esetén kevésbé hatékony Lőszere a Shells(sörétek)
Duplacsövű puska (Super Shotgun): Nagy sebzésű fegyver, különösen a zárt-téri tűzharcban hatékony. Távolra ez a fegyver is szór, de még így is képes sérülést okozni. Lőszere a sörét (Shells).
Gépfegyver (Machine Gun): Kis sebzésű, de ugyanakkor gyors tüzelésű fegyver. Gyors lerohanások kivitelezéséhez ideális. Pontos és viszonylag távoli lövések is leadhatók vele, de a nagy visszalökő erő megemeli a puska elejét. Lőszere a puskagolyó (Bullets).
Forgócsöves gépágyú (Chain Gun): Nagyon gyors tüzelésű fegyver, ami által nagy sebzés bevitelére alkalmas, viszont a gépfegyverénél nagyobb szórással lőhetünk. A fegyver hátránya a felpörgési időből fakadó késlekedés, illetve a lőszerpazarló működés. Lőszere a puskagolyó (Bullets)
Kézigránát (Hand Grenade): Kis hatótávolságú,  nagy sebzésű fegyver. Kétfunkciós működése van, ha ellenségnek hajítjuk, azonnal felrobban, egyéb esetben pedig időzített a robbanás. Hatékony eszköz folyosók megtisztításához.
Gránátvető (Grenade Launcher): A fegyver minden paramétere megegyezik a kézigránátéval, eltekintve a minimális tűzgyorsaság és hatótávolság növekedéstől. Lőszere a kézigránát (Grenades).
Rakétavető (Rocket Launcher): Közepes sebességű rakétákat lő ki, akár nagy távolságra is. VIszonylag gyors tüzelés és nagy sebzés jellemzi. Lőszere a rakéta (Rockets).
Lézerágyú (Hyperblaster): Gyors tüzelésű, nagy sebzésű, igen hatékony fegyver. Pontos célzása révén nagy pusztítás végezhető vele, viszonylag jó lőszertakarékosság mellett. Lőszere az energiacella (Cells).
Sínágyú (Railgun): A sínágyú egy elektromágneses elven működő fegyver, melyben egy speciális sínpár közül a mágneses erő segítségével lövik ki a lövedéket. Nagy pontosság és kimagasló sebzési érték jellemző rá, a legtöbb ellenség egy pontos találattal kivégezhető. Hátránya a lassú újratöltés.
Lőszere a hengerlövedék (Slugs).
Kib***ott Nagy Fegyver (Big F*cking Gun): A játék leghalálosabb és leglassabb fegyvere. Elsütéskor nagy plazmagömböt repít ki, mely minden útjába kerülő organizmust elpusztít. A gömbből energianyalábok törnek ki, melyek a távolabb elrejtőző ellenségeket is kiirtják. A fegyver energiaigénye nagyon magas, lövésenként 50 energiacella (Cells).

## Fogadtatás
A Quake 2-t a kritikusok és a játékosok is pozitív kritikákkal illették. A PC Gamer minden idők legjobb játékának választotta. Körülbelül egymillió példányt adtak el belőle, és 1998-ban ez volt a legnépszerűbb hálózatos akciójáték is.

## Technológia
A Quake 2 már megjelenése pillanatában OpenGL megjelenítésére képes, 3D-gyorsítást kihasználó játék volt. Forráskódja közkincs, jelenleg a 3.21-es verziónál tart. Erre építve számtalan rajongói variáns is megjelent már, mint a Microsoft.Net változat, vagy épp a JAVA alá készített Jake2.

### Quake 2 Engine
A következő játékok készültek a Quake 2 grafikus motorjával (id Tech 2):
- CodeRED: Alien Arena (2008)
- War§ow (2004)
- SiN (1998)
- Anachronox (2001)
- Heretic 2 (1998)
- Daikatana (2000)
- Soldier of Fortune (2000)
- Kingpin: Life of Crime (1999)
- UFO: Alien Invasion (2008)
- a Half-Life eredetileg Quake 2 grafikus motor alá készült volna, de aztán a QuakeWorld egy erősen módosított változatán alapult grafikus motorra, a Goldsource-ra tértek át.

## Kiegészítők
- Quake II: The Reckoning
- Quake II: Ground Zero
- Netpack I: Extremities